# Unione donne in Italia

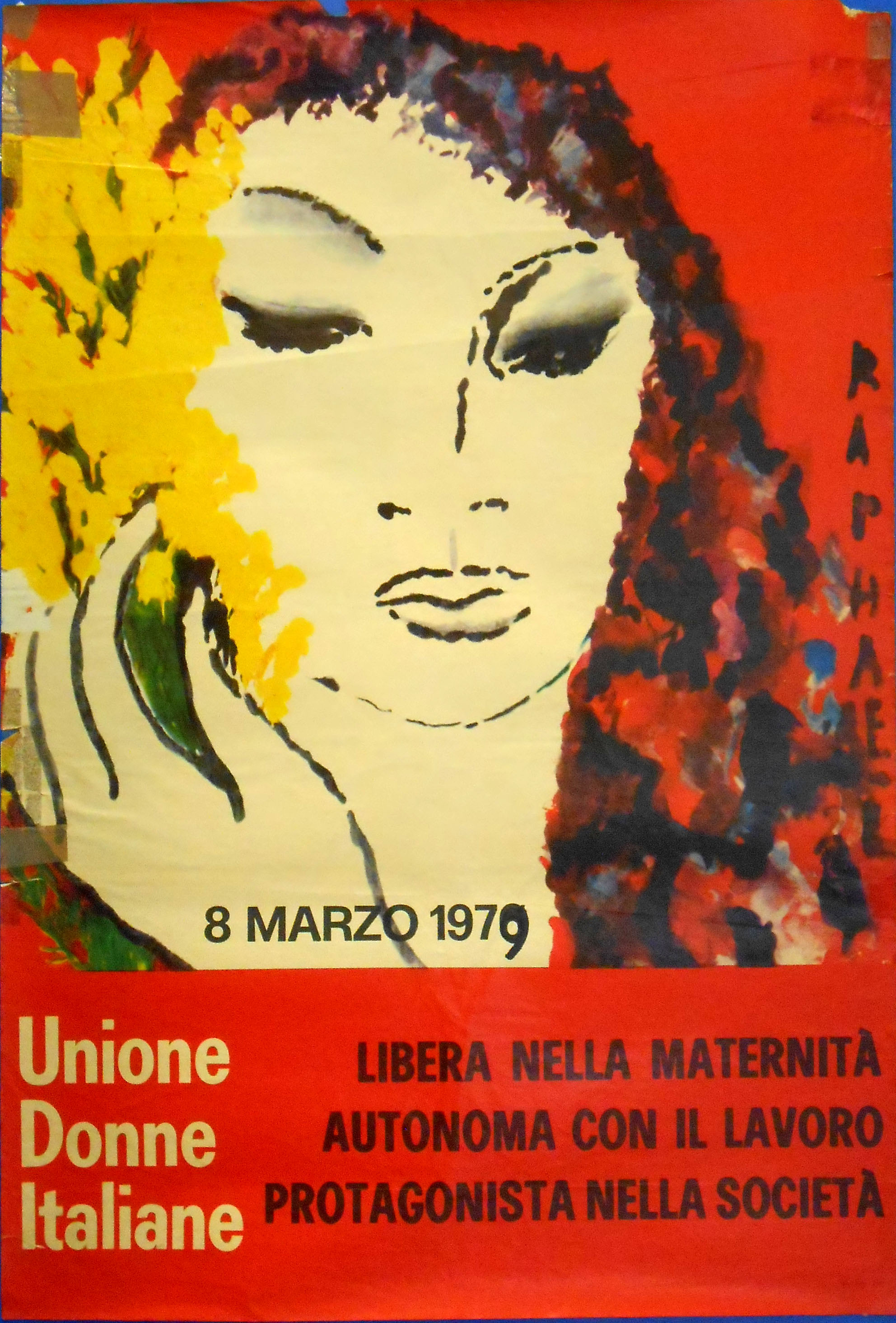
Manifesto UDI 8 marzo 1979

L'Unione Donne in Italia (UDI), fino al novembre 2003 Unione Donne Italiane, è un'associazione femminista di promozione politica, sociale e culturale, senza fini di lucro. 
L'associazione pubblica il mensile Noi donne.

## Storia

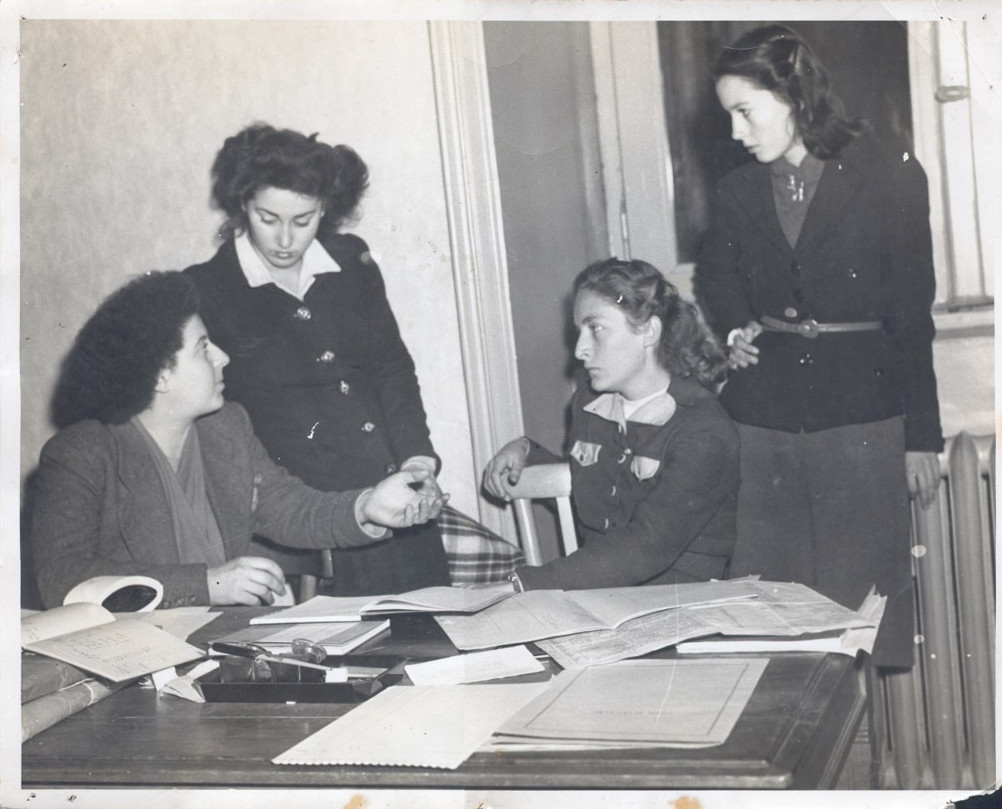
Congresso di fondazione UDI nel 1944

Nel novembre 1943 erano stati creati i Gruppi di difesa della donna diretti da Caterina Picolato, riunendo gruppi femminili e donne antifasciste d'ogni provenienza con lo scopo di mobilitare le masse femminili contro l'occupazione. Dai gruppi escono le prime gappiste (appartenenti ai Gruppi di Azione Patriottica), le partigiane combattenti, le staffette tanto che i Gruppi vennero ufficialmente riconosciute con il loro organo clandestino Noi donne dal Comitato di Liberazione Nazionale Alta Italia.
Nel settembre 1944 a Napoli vengono poste le basi dell'UDI e anch'essa partecipa alla Resistenza.
L'Unione Donne Italiane si costituisce ufficialmente il 1º ottobre 1945 e pochi giorni dopo il primo congresso nazionale vede i Gruppi di difesa della donna confluire nell'unione per creare la più grande organizzazione per l'emancipazione femminile italiana. In essa confluisce anche l'Associazione femminile per la pace e la libertà fondata dalla partigiana e scultrice Velia Sacchi,
Nel 1947 al termine del secondo congresso viene eletta presidente dell'UDI la comunista Maria Maddalena Rossi. Segretaria generale è la socialista Rosa Fazio Longo. Nel comitato d'onore vengono chiamate Rita Montagnana, Ada Gobetti e Lina Merlin, più tardi prima firmataria della norma che mise fuori legge le case di tolleranza. A dirigere l'UDI viene creato anche un direttivo di 27 donne e un consiglio nazionale di 150 componenti. Con l'avvento del femminismo in Italia, l'UDI si costituisce come un'associazione che mira ad avere un obiettivo ben preciso: iscrivere i diritti della donna nella Carta costituzionale. L'UDI decide di investire sulle donne: nella ricostruzione post-bellica, occupandosi dei bambini rimasti orfani, illegittimi e combattendo contro le discriminazioni salariali, nella solidarietà nazionale e internazionale. Man mano l'associazione espande il proprio interesse e impegno a favore dei diritti dell'infanzia e dei diritti delle donne al lavoro.
Nel corso degli anni '60 si fa portavoce di un movimento di massa delle donne iniziando lunghe battaglie per far ottenere la pensione alle casalinghe, in quanto si metteva in discussione il lavoro domestico non pagato. Ci si impegna a cambiare anche la concezione di asilo nido, visto non solo come un sollievo per le madri che svolgono un doppio lavoro, madri e lavoratrici, ma anche come funzione di socializzazione della crescita e della cura dell'infanzia.
Tra la fine degli anni '60 e l'inizio dei '70 per l'UDI e il femminismo italiano diventa centrale il divorzio, introdotto nel 1970 con la legge Fortuna-Baslini. La questione si conclude con il referendum nel 1974, dove il 59,3% dei voti fermano l'abrogazione, confermando la legge.

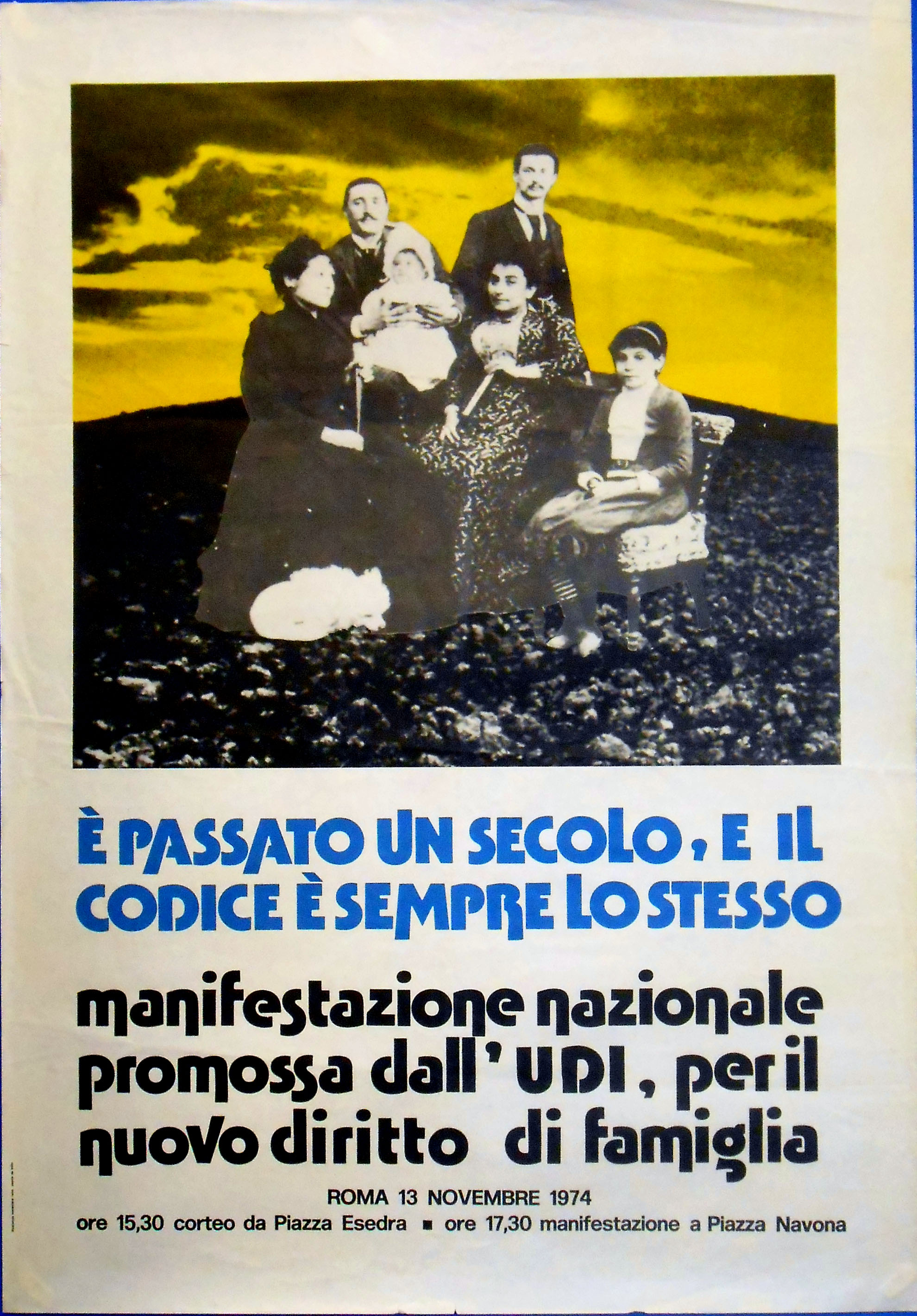
Manifesto UDI del 1974

Negli anni '70 temi quali aborto e contraccezione sono tra i primi obiettivi da raggiungere. Questo porta a scontrare e poi incontrare l'UDI e il neofemminismo, il quale movimento venne inizialmente percepito dall'UDI come estraneo. Le manifestazioni furono diverse, quelle più note:
- 2 aprile 1976 - Manifestazione contro il voto sull'art. 2 della legge sull'aborto;
- 29 maggio 1977 - Giornate dei 100 incontri, durante le quali venivano raccolte le firme contro l'aborto clandestino;
- 11 giugno 1977 - Manifestazione contro il "Voto Nero" al senato che ha affossato la legge sull'aborto;
- 4 aprile 1978 - Conferenza stampa dell'UDI per l'aborto e l'autodeterminazione;
- 24 settembre 1979 - Conferenza stampa in cui viene proposta la legge delle donne contro la violenza sessuale alla Casa della donna.[7]

Con l'XI Congresso del 1981-1982 viene avviata una rifondazione che porta a una nuova struttura. Di fatto viene accantonato un modello organizzativo che in quel momento contava su 210mila donne comuniste, socialiste e cattoliche distribuite in 84 sedi provinciali e 1235 circoli. Fu una mossa molto discussa e complessa.
Già dall'anno successivo si comincia a progettare la costituzione di quella che nel 2001 sarà l'"Associazione Nazionale degli Archivi dell'Unione Donne in Italia". Nello Statuto della neonata Associazione c'è la condivisione della Carta degli intenti che dal 1983 rappresenta il patto fondativo dell’UDI stessa e l'assumere la responsabilità di un patrimonio archivistico significativo della storia delle donne italiane e della politica. La prima presidente è Marisa Ombra 
, che insieme a Maria Michetti e Luciana Viviani hanno portato avanti il riordino dell'Archivio Centrale dell’Udi rendendolo interamente consultabile. Analogamente poi le strutture territoriali si sono impegnate a rendere consultabili i materiali archivistici, come risulta già dal censimento del 2002 e successivo aggiornamento del 2012.
Con il XIV Congresso del 2002-2003 mette al centro la dimensione nazionale dell’UDI; il 29 novembre 2003 assume il nome di Unione Donne in Italia, per accogliere anche le donne immigrate residenti e lavoratrici nel nostro Paese.

## L'UDI oggi
Ancora oggi l’obiettivo dell’UDI è quello di impegnarsi per la difesa dell’autodeterminazione delle donne e di contrastare ciò che viene definita una piaga sociale: la violenza da parte di uomini nei confronti delle donne, specie in ambito familiare. L'UDI ricorda di mettere in pratica quanto riportato nell’art. 51 della Costituzione Italiana, secondo il quale uomini e donne debbano trovarsi in una posizione paritaria in assemblee elettive o luoghi decisionali. L’UDI collabora anche con diverse associazioni per aiutare le donne dei Paesi senza diritti, ad esempio l’AIDOS (Associazione Italiana Donne per lo Sviluppo), insieme alla quale si impegna nella lotta contro le mutilazioni genitali femminili. Anche in Bosnia hanno sostenuto le donne rimaste sole al termine dei conflitti. 
Nel 2006 sono state promosse diverse azioni di sensibilizzazione come lo STOP FEMMINICIDIO.
Nel 2008 è stata lanciata la campagna "Staffetta di donne contro la violenza sulle donne".

## L'UDI nel territorio italiano
L'Unione Donne in Italia ha sede a Roma e ha gruppi attivi in quasi tutte le regioni d'Italia.

L'Archivio Centrale dell'associazione è conservato nella sede nazionale di via della Penitenza 37. Riconosciuto come “di notevole interesse storico” da parte della Soprintendenza Archivistica del Lazio, conserva un ricco patrimonio tra cui 1374 manifesti, 3000 fotografie e una collezione di giornali d’epoca, oltre alle annate complete di Noi donne. Alla documentazione cartacea dal 1944 al 2000, si è aggiunta quella digitale con un progetto avviato e tuttora in corso.
- Unione Donne Italiane di Ancona Si forma nel corso degli anni '80 in seguito a diversi eventi che interessarono le donne della città. Si decise di costruire la Casa della Donna, organizzando il lavoro di raccolta per non disperdere il lavoro dei vari movimenti che avevano operato ad Ancona, in seguito alle decisioni assunte nel corso del XI Congresso nazionale (1982).
- Unione Donne Italiane di Bergamo Sede storica di appartenenza. L'archivio, riordinato nel periodo che va dal 1972 al 1982, è dotato di un inventario dattiloscritto, curato da Rosangela Pesenti. Esso è caratterizzato da materiale cartaceo che documenta: i rapporti dell'UDI provinciale; i rapporti dell'UDI nazionale e regionale; il giornale Noi donne; i partiti e i sindacati; altri enti. Vengono documentate anche le diverse iniziative promosse dall'UDI di Bergamo e dei gruppi femministi locali.
- Unione Donne Italiane di Bologna L'archivio della sede di Bologna si occupa di organizzare mostre, iniziative e pubblicazioni, con lo scopo di valorizzare e promuovere la memoria storica dell'associazione. Importante è il lavoro di riordino del materiale conservato, sia di quello considerato più storico che di quello che indica le attività svolte di recente o ancora in corso. Tale lavoro viene svolto dal 1987, di cui se ne occupa un gruppo di volontarie. L'Archivio storico è conservato secondo l'attuale ordinamento, verificando la corrispondenza delle carte con la titolazione. Tale titolario comprende: rapporti con l'organizzazione interna, attività politica, mondo del lavoro e occupazione femminile, servizi sociali e mondo della scuola, congressi e convegni, amministrazione, "Noi donne" e Cooperativa Libera Stampa, rassegna stampa. Ogni categoria è suddivisa in classi tematiche diverse.
- Unione Donne Sarde di Cagliari Nel 1952 a Cagliari, l'Unione Donne Italiane assume il nome di Unione Donne Sarde. Durante questo periodo nacquero le diverse associazioni: Associazione Amiche della scuola, l’Associazione Donne in difesa delle Miniere, l’Associazione Donne della campagna, ecc; purtroppo la maggior parte delle carte di queste associazioni andarono perse, quel che ne rimane è conservato presso l’Istituto per la Storia della Resistenza e dell’autonomia di Cagliari, tra cui la documentazione delle donne provenienti dall'Unione Donne Sarde ed elette in consiglio regionale, nonché un'importante testimonianza del periodico La Donna Sarda.
- Unione Donne Italiane di Carpi  È incerta la data della sua nascita. Un documento del 1945 nomina l'associazione come  “organismo di massa apolitico, utile e necessario”. Nel corso degli anni '60 le donne di Carpi erano già molto dedite ad impegnarsi nelle battaglie inerenti al mondo del lavoro, pensioni, parità salariale, emancipazione economica, ecc. Non a caso, in questi anni, nel 1967/68, si colloca l’inchiesta sulle condizioni di lavoro delle lavoratrici carpigiane e delle lavoranti a domicilio. Negli anni successivi l'attenzione si sposta anche sul diritto allo studio, sull'istituzione di asili nido comunali, sulla gestione sociale e sui consultori oltre allo sviluppo della campagna referendaria del 1974 e sui temi della sessualità.
- Unione Donne Italiane di Catania Non essendo disponibile la sede dell'UDI, l'Archivio dell'Unione Donne Italiane di Catania venne recentemente depositato presso una sede privata. Tra le documentazioni troviamo diversi periodici, oltre a Noi donne e diverse documentazioni inerenti al movimento femminista catanese, sono presenti anche le raccolte di Quotidiano Donna e di L'Isola delle Donne.
- Unione Donne Italiane di Cesena L'Archivio dell'Unione Donne Italiane di Cesena è situato, sin dagli anni '90, presso il Centro Informa-donna del Comune di Cesena, La documentazione è parziale e incompleta, per cui è difficile stabilire se la documentazione conservata comprenda anche fondi personali o di altri gruppi di donne cesenati.
- Unione Donne Italiane dell'Emilia-Romagna Dapprima con sede a Bologna, poi trasferita a Modena. L'Archivio è caratterizzato da due fondi: uno raccoglie le carte prodotte dagli organismi regionali dell'Unione Donne Italiane per l'Emilia-Romagna, l'altro conserva le carte di Franca Foresti, coordinatrice regionale. L'Archivio, riordinato e inventariato da Magda Abbati, ha anche due nature, una istituzionale e una personale.
- Unione Donne Italiane di Ferrara Nasce nel 1945 dai Gruppi di difesa della donna. Con sede a Ferrara, è caratterizzata da una segreteria provinciale e da un comitato provinciale. Svolge una funzione di servizio e di comunicazione tra i gruppi e le singole sedi dell'UDI. Anche l'Unione Donne Italiana di Ferrara promuove la presenza femminile in diversi ambiti e l'aiuto e il sostegno a donne in difficoltà e disagio o che hanno subito violenze. Il lavoro di raccolta della documentazione, avvenuto nel corso degli anni, è stato promosso dal Museo del Risorgimento e della Resistenza e dal Centro Etnografico Ferrarese.
- Unione Donne Italiane di Firenze Il Circolo provinciale dell’Unione Donne Italiane apre nell'ottobre 1944 in via degli Alfani 48. Le prime associate furono partigiane, militanti del Partito Comunista, membri della Commissione femminile del PCI. Al circolo aderirono anche rappresentanti di diverse forze politiche e professionali cittadine: comuniste, socialiste, cristiane di sinistra, le commissioni interne femminili della Manifattura Tabacchi, delle Officine Galileo, degli Ospedali, della Manetti & Roberts, professioniste ed insegnanti. L’assistenza all’infanzia fu un tema centrale curato dal comitato fiorentino tanto da portare all’organizzazione di asili e anche soggiorni estivi e colonie per bambini e bambine per tutti gli anni '50 e oltre. Si occupa della diffusione di Noi donne, di consultori, e offre varie forme di solidarietà in situazioni di emergenza come l'alluvione che colpì la città nel '66. L'Istituto Gramsci Toscano conserva presso la propria sede l'archivio dell'Unione Donne Italiane di Firenze – Circolo Provinciale di Firenze (1944-1983)[17] e alcuni fondi personali come quelli di Catia Franci e Loretta Montemaggi[18]
- Unione Donne Italiane di Forlì Nasce come emanazione dei Gruppi di Difesa della Donna nel 1944. L'Archivio vero e proprio venne riordinato nel 1992 dalla Cooperativa Archivisti Ricercatori di Bologna, in particolare da Magda Abbati e Mirella Maria Plazzi, le quali ricostruirono i nuclei tematici e ne costituirono altri in cui far confluire la documentazione che si trovava sciolta.
- Unione Donne Italiane di Genova  L'Archivio nasce nel 1982. Il suo riordino, ancora in corso, inizia nel 1998. Importante è la sua documentazione relativa al primo Noi Donne e alla Resistenza.
- Unione Donne Italiane di Grosseto Nonostante l'associazione fu colpita da una fase critica, nel 1971 l'Unione Donne Italiane di Grosseto riprende l'attività. Questo è l'anno in cui lavora soprattutto sulla sessualità delle donne, la contraccezione, l’aborto, il valore sociale della maternità, l’educazione, i consultori. Nel corso degli anni '80 si occupa anche della progettazione e realizzazione del Centro Donna, al quale Miranda Salvadori lascia in eredità i suoi circa 500 libri e la sua raccolta di documenti e volantini riguardanti il movimento delle donne a Grosseto e in Toscana, grazie alla quale nascerà la Biblioteca del Centro Donna. L'Archivio, in fase di ordinamento, raccoglie atti di congressi e di convegni;  corrispondenze tra l'UDI nazionale e la sede provinciale; volantini, articoli di giornali, periodici, pubblicazioni. Al contrario, la documentazione che precede gli anni '70 è scarsa, a causa dei continui spostamenti della sede. Dagli anni '80, invece, è caratterizzata dalle esperienze di donne e documenta la partecipazione delle associate alle attività del Centro Donna.
- Unione Donne Italiane di Imola  L'Archivio è lacunoso. È caratterizzato da una raccolta di Noi Donne, circa 200 manifesti, da una piccola raccolta di fotografie, un fondo librario, in gran parte donato da Giovanna Tabanelli, bandiere e striscioni dell'UDI.
- Unione Donne Italiane di La Spezia Nata nel 1945, è famosa per aver attivato il Telefono Donna ed il consultorio giuridico Codice Donna. Si occupa di violenza sessuale, lavoro, pari opportunità, fenomeno del "mobbing", maternità e nascita, storia del movimento politico delle donne, ricerca artistica di pittrici e scultrici spezzine.
- Unione Donne Italiane di Lecce Caratterizzata dall'Archivio storico dell'Associazione, 1970-1987, contiene documenti prodotti e ricevuti, manifesti, fotografie, libri, raccolte di atti e volantini.
- Unione Donne Italiane di Lecco L'Archivio dell'Associazione raccoglie tutta la documentazione prodotta dall'UDI nel corso di tutta la sua storia e attività, la quale, però, è stata via via eliminata per motivi di spazio. Fino al 1993, infatti, sono stati conservati i documenti sia locali che nazionali, mentre a partire dal 1993 si conservano soltanto i documenti prodotti localmente. Attualmente la documentazione è caratterizzata da: materiali inerenti alla celebrazione dell'8 marzo, la quale si festeggia in maniera ininterrotta dal 1945 con mostre, dibattiti, manifesti, libri, artigianato delle donne nella piazza centrale della città; i materiali prodotti a partire dal 1988, anno in cui l'UDI di Lecco istituì un "Telefono Donna"; materiale di creatività femminile che si tengono nella sede, ecc.L'Archivio è dotato anche di una biblioteca aperta al pubblico, specializzata in storia del femminismo, con saggi sulla condizione della donna.
- Unione Donne Italiane di Mantova La documentazione è stata assegnata all'Archivio storico comunale di Pegognaga. La suddivisione del materiale non ha subito modifiche rispetto a come si trovava all'atto della consegna.
- Unione Donne Italiane di Milano La fondatrice è Wally D’Ambrosio, dalla quale proviene il nome dell'Archivio locale. Quest'ultimo è caratterizzato dalla raccolta di storie di donne a livello regionale della Lombardia. Interessante è la documentazione raccolta dal "Gruppo Maternità" e dal "Centro Sibilla Aleramo".  Il Centro ha collaborato all'ampliamento della parola chiave "violenza", introducendo nuove parole chiave sulla violenza in famiglia. L'Archivio comprende anche interviste registrate e realizzate da Ilaria Lasagni a donne dell'UDI della Lombardia.
- Unione Donne Italiane di Modena  Nasce nell'autunno del 1944. Si impegna in diverse lotte: dalla battaglia per estendere il voto alle donne alla collaborazione del governo; per la tutela del lavoro femminile, in particolare quello delle lavoratrici agricole, delle operaie e delle casalinghe. Organizza l'ospitalità offerta ai bambini della montagna, la riapertura delle scuole e degli asili, dando la possibilità alle madri lavoratrici di mantenere la propria occupazione e tutelarne così i diritti. Nel corso degli anni '40 le donne modenesi si dedicano al tema della pace e gestiscono una serie di servizi ambulatoriali. Nel corso degli anni '70, periodo in cui si confronta con il nuovo fenomeno del femminismo, l'associazione si fa portavoce di nuove battaglie: contro il referendum sull'abolizione del divorzio, la riforma del diritto di famiglia, la questione relativa alla regolamentazione dell'aborto e la riorganizzazione dei servizi sociali e dei consultori.
- Unione Donne Italiane di Napoli e Portici Nasce nel 1945, e l'attività si svolge ininterrottamente fino al terremoto del 1980. L'Archivio è caratterizzato dalla raccolta della documentazione "istituzionale", ma nel corso del tempo sono state aggiunte anche le carte provenienti da raccolte di singole donne che hanno condiviso la storia dell'UDI di Napoli. Tale lavoro di raccolta si deve a Dora Liccardo. L'UDI di Napoli e di Portici operano spesso in collaborazione. L'UDI di Portici non è caratterizzato da un archivio riordinato, mentre i materiali conservati nell'archivio dell'UDI di Napoli sono in via di riordino, curato da Dora Liccardo e Anna Fiengo.
- Unione Donne Italiane di Novara Nasce immediatamente dopo la Liberazione, e conserva alcune documentazioni e testimonianze dell'esperienza dei Gruppi di Difesa della Donna, e la documentazione del periodo che va dagli anni '50 alla metà degli anni '70, anni in cui l'associazione subì un'interruzione di attività.
- Unione Donne Italiane di Padova A causa di vari traslochi, diverse documentazioni sono andate perse. L'Archivio è in via di riordino, del quale se ne occupano Anna Algeri, Milena Crotti, Luciana Zerbetto. L'Archivio è caratterizzato da materiale cartaceo, il quale è suddiviso per categorie tematiche, seguendo l'ordine cronologico. Risalgono agli anni '50 le diverse iniziative rivolte all'infanzia, come anche i diversi materiali dei processi per violenza sessuale presso il Tribunale di Padova e quelli relativi alla costituzione dell’Udi di parte civile.
- Unione Donne Italiane di Palermo L'Archivio dell'UDI di Palermo deve il suo nome a Anna Nicolosi Grasso, fondatrice della sede nel 1945, nonché famosa per le sue battaglie a favore della giustizia sociale e della libertà. Il centro di documentazione possiede diversi documenti e fotografie inerenti l’attività dell’associazione, dal dopoguerra ad oggi, migliaia di volumi e periodici, dal tema politico e riguardante la parola delle donne, che costituiscono l’annessa biblioteca. Diversi sono anche i manifesti che documentano in modo peculiare le iniziative organizzate in occasione dell'8 marzo.
- Unione Donne Italiane di Pesaro  Particolarmente importante per la documentazione relativa all'istituzione nel secondo dopoguerra di servizi come: scuole per l’infanzia e colonie; i materiali sul lavoro delle donne; le bandiere della pace.
- Unione Donne Italiane di Ravenna Nasce nel 1944-45. La sua storia non si discosta molto da quella dell'Associazione nazionale. I documenti che vanno dal 1944 al 1982 vanno a costituire l'archivio di tale sede, mentre quelli che riguardano il periodo che va dal 1982 ad oggi sono in fase di riordino. Il centro di documentazione dell'UDI di Ravenna ha consentito la nascita, nel 1998, presso il Centro di lettura Casa Vignuzzi, della Biblioteca di Sofia, specializzata in letteratura per le bambine.
- Unione Donne Italiane di Reggio Calabria Nasce nel 1944. L'Archivio è caratterizzato da materiali che si sono sviluppati nel corso della vita dell'Associazione fino ad oggi. Le donne che fanno parte della sede di Reggio Calabria costituiscono il gruppo de "Le Orme", e hanno avviato una collaborazione con la Commissione Regionale Pari Opportunità per la realizzazione di un archivio storico di tutte le associazioni femminili calabresi.
- Unione Donne Italiane di Reggio Emilia Uno dei pochi archivi completamente riordinati.
- Unione Donne Italiane di Rimini La documentazione conservata nell'Archivio è relativa agli anni di attività dell'Udi di Rimini dal 1972 al 1990. Il materiale è suddiviso per argomenti e la documentazione comprende: atti dei congressi, comitati, attivi, seminari, conferenze d’organizzazione; atti di gruppi ed istituti interni ed esterni all'Udi; slogans, canzoni delle donne, ecc.
- Unione Donne Italiane di Roma L'Archivio è depositato presso i locali della Casa Internazionale delle donne. Fino al 1972 l'archivio è lacunoso, e riguarda in particolar modo alcune campagne nazionali di iniziativa politica. Importante per gli interventi in aiuto alle famiglie meridionali o alluvionate, con ospitalità ai bambini presso famiglie, raccolta firme a favore della pace, la campagna per la pensione alle casalinghe, ecc. Dal 1972, invece, la documentazione si presenta più corposa e precisa.
- Unione Donne Italiane di Sansepolcro L'Archivio è conservato presso il Museo e Biblioteca della Resistenza di Sansepolcro e conserva documenti che vanno dal 1945, anno di costituzione della sezione, agli anni '90 del XX secolo.
- Unione Donne Italiane di Savona  L'Archivio raccoglie la documentazione che va dal 1982 a oggi, ed è ricco di fotografie, manifesti, opuscoli e libri. Attualmente è situato in casa privata, in attesa della disponibilità di una sede adeguata.
- Unione Donne Italiane di Siena La documentazione, conservata nell'archivio, va dal 1944 al 1983. Purtroppo parte di essa è andata perduta a causa dei diversi traslochi effettuati. Il materiale è suddiviso per argomenti, per tipologia dei documenti e per responsabilità.
- Unione Donne Italiane di Torino L'Archivio è situato, dal 1976, presso l'Istituto Gramsci. Parte della documentazione è lacunosa e danneggiata a causa di eventi esterni, ma sono, tuttavia, in fase di arricchimento. Notevole la documentazione sui temi del lavoro e sull'emancipazione femminile.
- Unione Donne Italiane di Treviso La parte storica, dal fine dopoguerra agli anni '80, è andata persa. È in corso, però, la raccolta di ulteriore materiale documentario conservato da singole donne.
- Unione Donne Italiane di Trieste  L'Archivio si occupa di documentare le attività svolte dall'associazione La Mimosa.

## Congressi nazionali
- I Congresso - Firenze, 20-23 ottobre 1945 - Le donne nella partecipazione alla vita pubblica, nella lotta, nella ricostruzione.
- II Congresso - Milano, 19-23 ottobre 1947 - Per una famiglia felice, pace e lavoro.
- III Congresso - Roma, 14-16 ottobre 1949 - Per l'avvenire dei nostri figli, per la libertà e il progresso d'Italia: no alla guerra.
- IV Congresso - Roma, 10-12 aprile 1953 - Per la dignità e la sicurezza della tua vita; per la tua serenità di sposa e di madre; per la libertà e il progresso della patria; per la pace nel mondo.
- V Congresso - Roma, 12-15 aprile 1956 - Congresso della donna italiana per l'emancipazione della donna, per una società più progredita.
- VI Congresso - Roma, 7-10 maggio 1959 - Per l'emancipazione della donna, una grande associazione autonoma e unitaria.
- VII Congresso - Roma, 4-7 giugno 1964 - Unità ed emancipazione delle donne per il progresso della società.
- VIII Congresso - Roma, 1º-4 novembre 1968 - Lottare per contare, contare per cambiare.
- IX Congresso - Roma, 1º-3 novembre 1973 - Dimensione donna: nuovi valori, nuove strutture nella società.
- X Congresso - Roma, 19-22 gennaio 1978 - La mia coscienza di donna in un grande movimento organizzato per cambiare la nostra vita.
- XI Congresso - Roma, 20-23 maggio 1982 - Noi donne che ci ribelliamo, trasgrediamo, usciamo dalle case, parliamo tra di noi, ci organizziamo. La nostra politica è liberazione.
- XII Congresso - Firenze, 4-6 giugno 1988 - Diamo voce alle nostre differenze: pratiche e teorie UDI a confronto; Roma, 21-23 ottobre 1988 - La forza di quelle che siamo – La forza di quello che siamo.
- XIII Congresso - San Benedetto del Tronto, 18-20 novembre 1994
- XIV Congresso - Roma, 23-24 novembre 2002; Modena, 8-9 febbraio 2003; Roma, 12-13 aprile 2003
- XV Congresso - Bologna, 21-23 ottobre 2011
- XVI Congresso - Roma, 6-8 maggio 2016[19]

## Presidenti nazionali
- Maria Maddalena Rossi (23 ottobre 1947 - 15 aprile 1956)
- Marisa Cinciari Rodano (15 aprile 1956 - 1960)